# Cantón de Le Fousseret
El cantón de Le Fousseret era una división administrativa francesa que estaba situada en el departamento de Alto Garona y la región de Mediodía-Pirineos.

## Composición
El cantón estaba formado por quince comunas:
- Castelnau-Picampeau
- Casties-Labrande
- Fustignac
- Gratens
- Lafitte-Vigordane
- Le Fousseret
- Lussan-Adeilhac
- Marignac-Lasclares
- Montégut-Bourjac
- Montoussin
- Polastron
- Pouy-de-Touges
- Saint-Araille
- Saint-Élix-le-Château
- Sénarens

## Supresión del cantón de Le Fousseret
En aplicación del Decreto n.º 2014-152 de 13 de febrero de 2014, el cantón de Le Fousseret fue suprimido el 22 de marzo de 2015 y sus 15 comunas pasaron a formar parte; catorce del nuevo cantón de Cazères y una del nuevo cantón de Auterive.